# Gymnobothrus sellatus
Gymnobothrus sellatus är en insektsart som beskrevs av Boris Petrovich Uvarov 1953. Gymnobothrus sellatus ingår i släktet Gymnobothrus och familjen gräshoppor. Inga underarter finns listade i Catalogue of Life.